# 204839 Suzhouyuanlin
204839 Suzhouyuanlin este un asteroid din centura principală de asteroizi.

## Descriere
204839 Suzhouyuanlin este un asteroid din centura principală de asteroizi. A fost descoperit pe 16 august 2007 la XuYi în cadrul programului PMO NEO Survey. Asteroidul prezintă o orbită caracterizată de o semiaxă mare de 2,32 ua, o excentricitate de 0,07 și o înclinație de 6,9° în raport cu ecliptica.